# Cistícola de Njombé
La cistícola de Njombé (Cisticola njombe) és una espècie d'ocell de la família Cisticolidae.

## Hàbitat i distribució
Es localitza a Malawi, Tanzània i Zàmbia. L'hàbitat natural són els herbassars tropicals o subtropicals.